# Crosby (Minnesota)
Crosby è una città degli Stati Uniti d'America, situata in Minnesota, nella Contea di Crow Wing.